# Thaumatichthys binghami
Thaumatichthys binghami is een straalvinnige vissensoort uit de familie van armvinnigen (Thaumatichthyidae). De wetenschappelijke naam van de soort is voor het eerst geldig gepubliceerd in 1927 door Parr.